# Conrad Magnusson
Conrad Emanuel Magnuson (Noruega, 10 de agosto de 1873 - Chicago, 14 de setembro de 1924) foi um praticante de cabo de guerra dos Estados Unidos. Nos Jogos Olímpicos de Verão de 1904, fez parte da equipe que conquistou a medalha de ouro da modalidade.